# Volume 4 (álbum de Altos Louvores)
Volume 4, também conhecido como Brilhante, é o quarto álbum de estúdio do grupo brasileiro Altos Louvores, lançado pela gravadora Desperta Brasil em 1989.
Em 2019, foi eleito o 32º melhor álbum da década de 1980 em lista publicada pelo portal Super Gospel.

## Faixas
1. Entre Nós Outra Vez
2. Diálogo
3. Brilhante
4. Se
5. Amor Sem Fim
6. Alternativa
7. Aspiração
8. Overdose

## Ficha Técnica
- Studio: Master's Studios - Rio de Janeiro (16 canais)
- Técnico de gravação: Marcos Benancy (Marquinho)
- Mixagem: Eng. de Som Mario (Leco) Possolo
- Produtor executivo: Anésio Sarmento
- Produtor musical: Edvaldo G. Novais
- Capa: Edvaldo G. Novais
- Encarte: Edvaldo G. Novais
- Concepção visual: Alcy Tostes
- Fotografia: Sergio Roberto
- Gravadora: Desperta Brasil

Instrumentos
- Piano Yamaha - CP 70, Sintetizadores Roland D-50/D-20/JX8P/S 550, YAMAHA DX7/EMAX: Edvaldo G. Novais
- Baixos Fender Squier Jazz Bass/Frettos-Terra: Sérgio Lopes
- Bateria:Fernando Henrique
- Guitarras Kramer/Squier Fender: Eli Miranda
- Violão evation: Eli Miranda
- Programação de computador: Sistema Mid Sequencer PAPY
- Operador de som e palco: Eduardo Rezende